# Zsemlics István
Zsemlics István vendül: Števan Žemlič, más írásmódban Zsemlits István (Števan Žemlitš) (Muraszombat, 1840. július 9. – Felsőlendva, 1891. november 10.) magyarországi szlovén római katolikus pap és író.

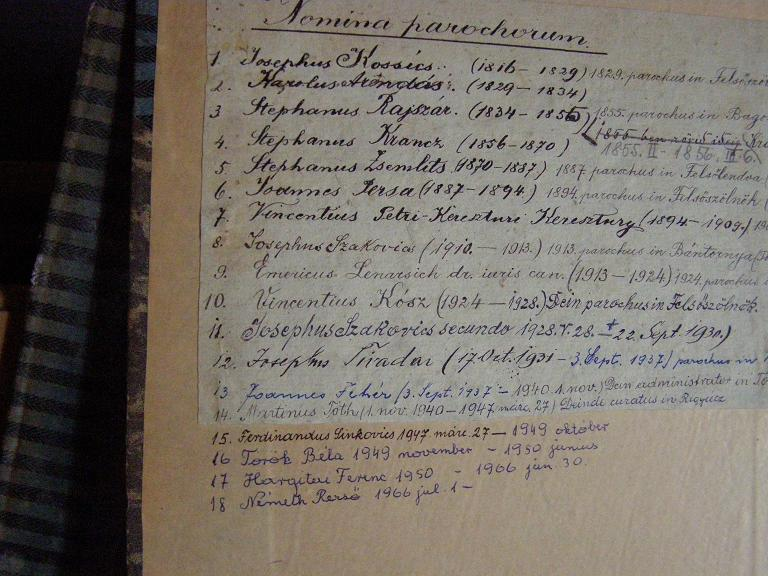
Az alsószölnöki papok névsora, köztük Zsemlics István neve (Stephanus Zsemlits).

A Muratájon született, édesapja Zsemlits (sic!) József csizmadia volt, édesanyja Karlovics Anna. Elemi iskoláit nem itt, hanem Kőszegen végezte, a Szent Benedek rendi szerzeteseknél, ahol négy latin osztályt járt. Ezután gimnáziumban tanult Szombathelyen. A teológiát részben magánúton tanulta, majd 1863. július 20-án felszentelték.
Egyházi pályáját káplánként kezdte, tizennégy hónapon keresztül Alsólendván, majd Felsőlendván látta el a plébániákat. 1864. október 4-étől Belatinc káplánja volt, egészen 1868-ig. Ezt követően ismét Zala vármegyébe, Alsólendvára nevezte ki a püspök, ahol két évet töltött, majd ezután kapta első plébániáját a Szentgotthárd melletti Alsószölnökön, 1870. július 1-jétől.
Alsószölnökön fejezte be még Belatincon elkezdett írását, A bérmálás szentségének tana (Návuk od szvétogá potrdjenyá szvesztva) című vallási munkáját, amit 1871-ben adott ki Grazban.
Zsemlics István Felsőlendván halt meg ötvenegy éves korában, ahol 1887-től volt plébános.